# Химна Светом Сави
Химна Светом Сави (Светосавска химна) је песма посвећена Светом Сави, која се традиционално пева у школама у Србији, на прослави школске славе Савиндана. Песма се такође на Савиндан изводи и у школама у Републици Српској. У прошлости се на Савиндан певала и у школама Књажевине Црне Горе. То је прва српска химна новог века.
Аутор химне је непознат, али је ауторство дуго времена приписивано Васи Живковићи, свештенику из Новог Сада, вероватно по инерцији, јер је он аутор и других химни. Као аутори су помињани још и Павле Стаматовић, Јован Григоријевић, обојица свештена лица. Први нотни запис Светосавске химне забележио је Корнелије Станковић 1858. године после прославе Светог Саве у Бечу. Касније су своје музичке верзије урадили Мокрањац, Јенко и Крстић.

## Историјат
Светосавска химна је прва српска химна новог века, будући да у ранијим временима жанр националне химне није био познат. Аутор текста је непознат, али се на основу анализе стила текста претпоставља се да је настала у Срему и да је њен писац био монах. Не зна се поуздано ни када је песма настала, али се претпоставља се да је то било крајем 18. века или у периоду између 1804. и 1817. године. Оригиналан рукопис није сачуван, већ само препис из 1832.
Једна верзија настанка химне каже да је она настала је у манастиру Кувеждин на Фрушкој гори 1735. године. Ову свечану песму испевао је владика вршачки Јован Георгијевић (Ђорђевић), који је касније постао и митрополит карловачки. Песму је забележио јеромонах Силвестер Вучковић и 1832. пренео је у Хиландар. О првој школској слави постоји запис да је прослављена у Земуну 1812. године. За једног од аутора Химне Светом Сави у данашњој верзији сматра се и српски православни свештеник Никола Беговић. Прво познато јавно извођење било је за празник Успења Пресвете Богородице 28. августа 1856. године у селу Перна на Кордуну. На текст проте Беговића, који је тада службовао у том селу, отпевао је црквени хор.
Књижевник Јован Ђорђевић пише да је 1839. присуствовао првом извођењу песме Ускликнимо с љубављу на ђачкој прослави у Сегедину и био је убеђен је да је аутор стихова његов професор, катихета Павле Стаматовић. Између осталих имена, као могући аутор помиње се и писац Александар Сандић, али је најприхваћенија претпоставка да је прву српску химну посвећену Светом Сави написао непознати монах. Само је монах могао овако снажно да одговори поруци првог српског патријарха Свети Јоаникије II, а пошто се монаси нису потписивали на својим творевинама, њихова имена остала су непозната, па тако и име писца химне Светом Сави.
Први нотни запис ове песме и њену обраду за мешовити хор написао је композитор Корнелије Станковић. Касније обраде дали су Стеван Мокрањац, Даворин Јенко, Петар Крстић, Војислав Илић и други познати српски композитори.